# الملائكة الزرق

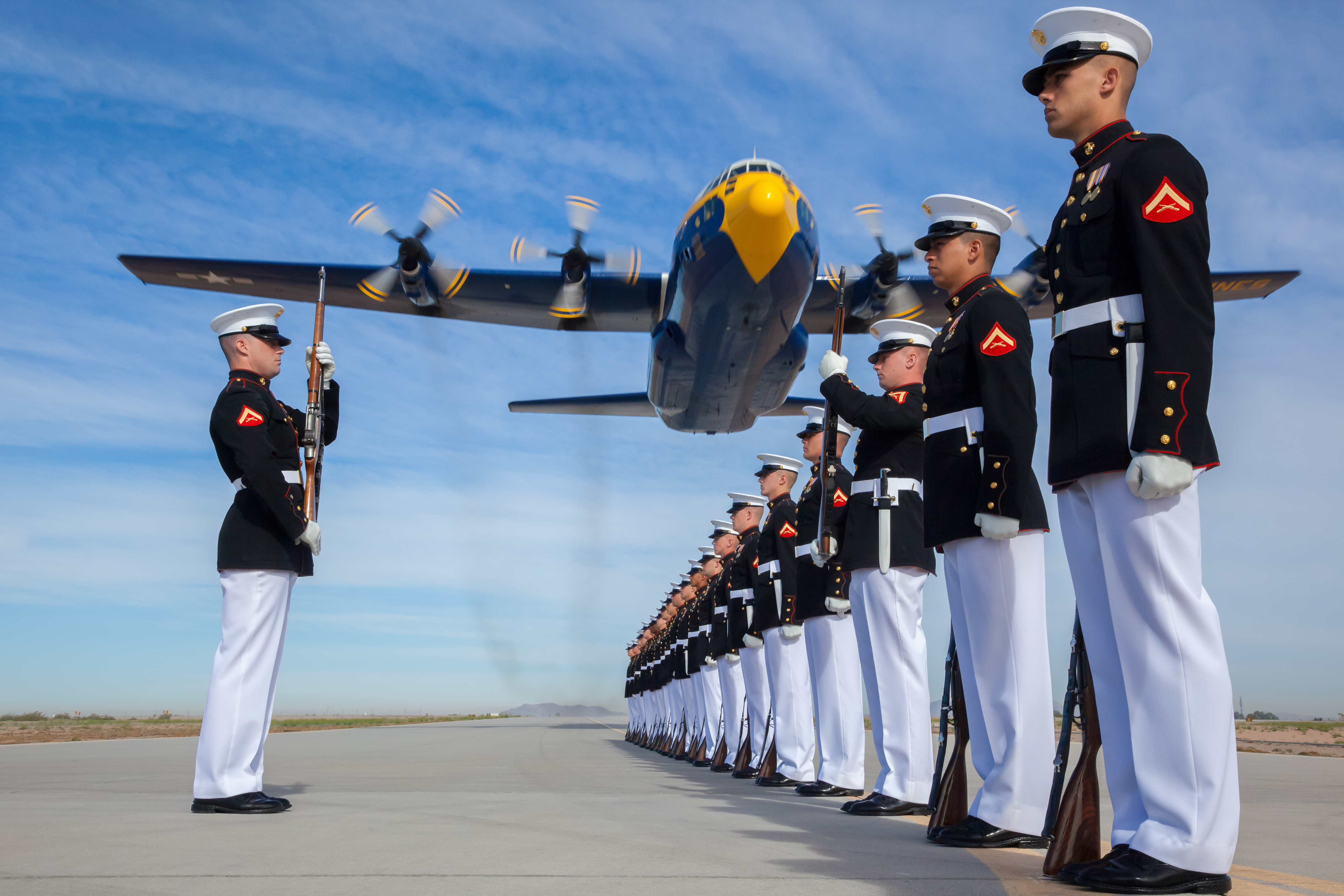

الملائكة الزرق (بالإنجليزية: Blue Angels، بلو أنجلز) هو فريق للاستعراض الجوي تابع لبحرية الولايات المتحدة ويعرف رسمياً بفريق البحرية للطيران الاستعراضي. أسس الفريق في يونيو 1946 في مدينة بينسيكولا، فلوريدا.
منذ عام 1946، حلق سرب الملائكة الأزرق أمام أكثر من 260 مليون متفرج.